# Myotis adversus
Myotis adversus là một loài động vật có vú trong họ Dơi muỗi, bộ Dơi. Loài này được Horsfield mô tả năm 1824.

## Hình ảnh

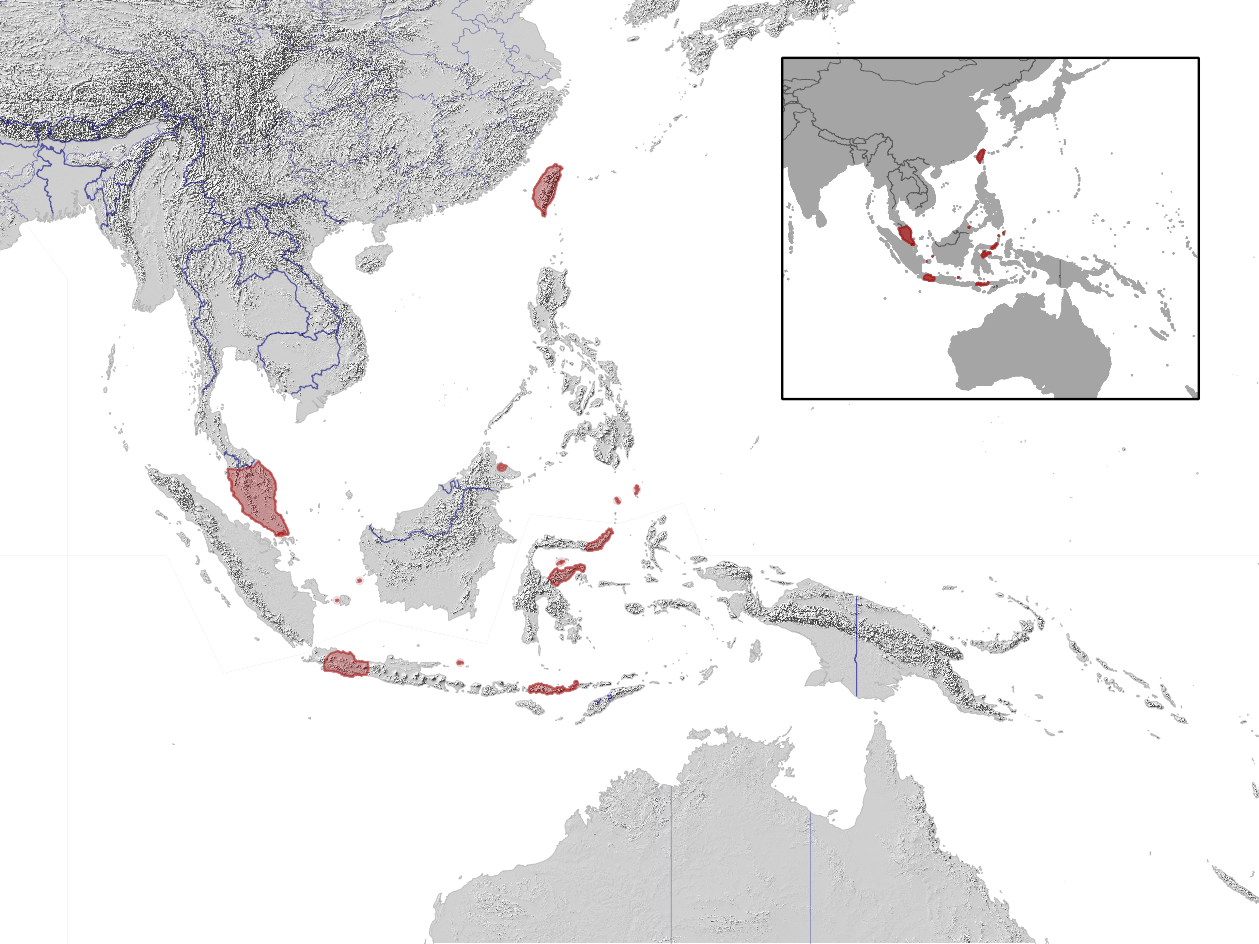